# THE ARAKURE 2nd.CD
『THE ARAKURE Ⅱ』（ザ・アラクレ ツー）は、THE ARAKUREが2023年10月8日にリリースしたアルバムである。アルバムの発売日と同日に行われたツアーの物販で販売され、オンラインショップでも販売された。

## 収録曲
| 全編曲: THE ARAKURE。 |                       |            |          |
| #                     | タイトル              | 作詞       | 作曲     |
| 1.                    | 「FLY AWAY」          |            | 米川英之 |
| 2.                    | 「I'M GONNA MAKE IT」 | 長谷川浩二 | 永井敏己 |
| 3.                    | 「NIGHTFALL」         |            | 永井敏己 |
| 4.                    | 「TWIST AND SHOUT」   | 米川英之   | 米川英之 |